# Concret (perfumeria)
En perfumeria, un concret és una massa semisòlida obtinguda per extracció de la matèria vegetal amb un dissolvent.

## Producció
El material vegetal fresc s'extreu amb dissolvents (per exemple, benzè, toluè, hexà, èter de petroli). A l'evaporació del dissolvent, queda un residu semisòlid d'olis essencials, cera, resina i altres substàncies químiques vegetals lipofíliques (solubles en oli).

## Usos
A causa dels compostos no volàtils més pesats (ceres, resines), els concrets només són parcialment solubles en etanol. Per tant, són d'ús limitat en perfumeria, però es poden utilitzar per a perfumar sabons.
El concret es pot extreure amb etanol per produir un  absolut.